# Necropoli di Pantalica
Necropoli di Pantalica er et område ca. 30 kilometer vest for byen Siracusa på Sicilien. Det er et klippefyldt område i ca. 400 meters højde mellem floderne Anapo og Cavagrande.
Området har været beboet siden 13. århundrede f.Kr., hvor folk fra kysterne flyttede hertil efter at være blevet fortrængt af udefrakommende grupper. Der er i området bevaret ca. 5.000 grave indhugget i klipperne.
Necropoli di Pantalica blev sammen med Siracusa i 2005 optaget på UNESCOs verdensarvsliste.
- Wikimedia Commons har flere filer relateret til Necropoli di Pantalica

37°08′N 14°59′Ø / 37.13°N 14.98°Ø